# أمين حداد
أمين حداد، شاعر ومهندس مصري من مواليد 1958. هو ابن الشاعر الراحل فؤاد حداد وصهر الشاعر صلاح شاهين. صُدر له حتى الآن 9 دواوين شعرية آخرها ديوان «ما بدا لك» الصادر عن دار شروق عام 2020. حصل على جائزة كفافيس في الأدب في عام 2011.

## السيرة الأدبية
ولد حداد في القاهرة تحديدًا في الحلمية الجديدة في عام 1958. وهو نجل الشاعر الراحل فؤاد حداد وصهر الشاعر صلاح جاهين. تخرج في كلية الهندسة قسم الاتصالات في عام 1981. وبدأ مشواره الأدبي في كتابة الشعر وهو في سن الثالثة والعشرين من عمره، إلّا أنه لم يصدر ديوانه الشعري الأول «ريحة الحبايب» حتى عام 1990. فقد كان حداد في رحلة طويلة للبحث عن صوته وأسلوبه الخاص في الشعر بعيدّا عن صوت والده. فقد كان متخوفًا من أن يقلد صوت أبيه في الشعر ويقع في ذاكرة التكرار. وما دفعه لنشر أشعاره هم مجموعة من الشعراء الشباب الذين كانوا في سن فأصبح يكتب الشعر تقليدًا لهؤلاء. ولقى حداد ترحيبًا من والد وصلاح جاهين مما منحه الثقة في مواصلة مسيرته الشعرية.
توالت بعدها دواوينه الشعرية بالعامية المصرية والعربية الفصحى. فقد أصدر حتى الآن تسعة دواوين شعرية مثل «حلاوة الروح» في عام 1998، و«في الموت هنعيش» في عام 2003 وهو ديوان يتحدث فيه عن أحداث الغزو الأمريكي للعراق ومشاعره المتلخبطة في ذلك الوقت، و«من الوطن للجنة» في عام 2012، وديوان «ما بدا لك» الصادر مؤخرا من دار الشروق والذي يجمع نحو 50 قصائد جديدة بالفصحى والعامية.
وفي عام 2011، حصل حداد على جائزة كفافيس الدولية في دورتها الثانية عشرة، كما فاز أيضًا بجائزة معرض القاهرة الدولي للكتاب في عام 2017 عن ديوانه الشعري بالعامية «الوقت سرقنا». وكرمه مهرجان الأراجوز المصري عام 2020 لرصيده الشعري الثري والمتميز.

## المؤلفات

### دواوين شعرية
- ريحة الحبايب، 1990
- حلاوة الروح، 1998
- في الموت: حنعيش، دار ميريت، 2004
- بدل فاقد، دار العين للنشر، 2008
- من الوطن للجنة، دار الشروق، 2012
- الحرية من الشهداء، دار الشروق، 2013
- حلاوة الروح، الهيئة العامة لقصور الثقافة، 2013
- ريحة الحبايب، دار الشروق، 2013
- جزيرة الأحياء، دار الشروق، 2014
- الوقت سرقنا، دار الشروق، 2016
- سلام مؤقت، دار الشروق، 2019
- ما بدا لك، دار الشروق، 2020

## الجوائز
- حصل على جائزة كفافيس في الأدب عام 2011.[5]
- فاز ديوانه «الوقت سرقنا» بجائزة معرض القاهرة الدولي للكتاب في عام 2017.[6]
- كرمه مهرجان «الأراجوز المصري» لإيداعه الشعري المتميز عام 2020.[4]